# Graffiti (Palm OS)

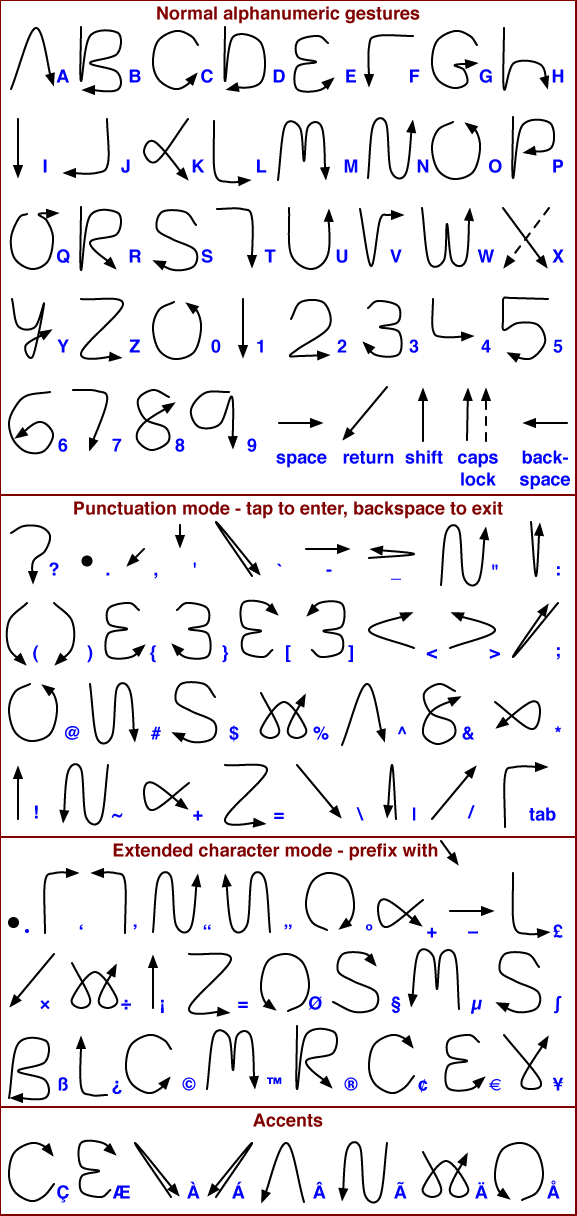
Gestos originales utilizados por los ordenadores de mano Palm OS.

Graffiti es el software de reconocimiento de escritura manuscrita utilizado en el sistema operativo Palm OS para PDAs. Graffiti fue escrito originalmente por Palm, Inc. como el sistema de reconocimiento para dispositivos con sistema operativo GEOS como los HP OmniGo o los equipos Magic Cap (Sony PIC-1000, Sony PIC-2000, Panasonic NeoNet, DataRover 840) y estaba disponible como sistema alternativo para los Apple Newton MessagePad, cuando NewtonOS 1.0 no podía reconocer bien la escritura manuscrita. Graffiti también corre en la plataforma Windows Mobile, donde es llamado "Block Recognizer", en la plataforma Symbian UIQ como el reconocedor por defecto, y en la PDA Casio Z-7000 / Tandy Zoomer.
El software se basa principalmente en una neografía en mayúscula de los caracteres que se pueden trazar a ciegas con un stylus sobre un panel táctil. Dado que el usuario no puede ver el carácter que está dibujando, las complejidades se han retirado de cuatro de las letras más difíciles. A F K y T se dibujan sin necesidad de cruzar trazos.
Por lo menos una alternativa a Graffiti ha sido desarrollado por el profesor Ken Perlin en la Universidad de Nueva York.

## Historia
Graffiti fue desarrollado por Jeff Hawkins, que había creado previamente "PalmPrint" para reconocer la escritura manuscrita. Mediante el uso de un alfabeto simple, los ordenadores pueden reconocer fácilmente la escritura manual. Hawkins cree que la gente se tomaría tiempo para aprender Graffiti al igual que lo hace para aprender mecanografía. Hawkins recordó su visión: "Y entonces vino a mí en un instante. Mecanografiar es una habilidad que se aprende."
Jeff Hawkins prevé también un espacio único para escribir caracteres uno encima de otro. Otros ordenadores con stylus utilizan escritura tradicional de izquierda a derecha. La desventaja de esto es que los usuarios se quedan sin espacio en la pantalla después de unas palabras. Graffiti utiliza un enfoque diferente. En vez de escribir caracteres normalmente, los usuarios escriben un carácter sobre otro, levantando el stylus entre ellos. Esto significa que cada carácter tenía que ser un trazo único; así es imposible poner una i con un punto encima, pero hace más fácil para el ordenador el reconocer caracteres en el orden en que fueron escritos, con adición de glifos para cosas como los espacios y las mayúsculas.
Jeff Hawkins llamó a este sistema "PowerPalmPrint" o P3. Otros ingenieros en Palm revisaron y ampliaron el alfabeto que Hawkins había creado. Joe Sipher y Ron Marianetti crearon más caracteres y signos de puntuación y también diseñaron un prototipo de Graffiti que corría en un PC con una tableta gráfica.

## Problemas legales
El original sistema Graffiti fue objeto de una demanda de Xerox, alegando que violaba la patente de Xerox relativa a su tecnología Unistrokes (Patente USPTO n.º 5596656, otorgada en 1997). La tecnología Unistrokes fue inventada en el Palo Alto Research Center (PARC) por David Goldberg.  Palm consigue una demostración de Unistrokes del PARC antes de crear el sistema Graffiti. Durante el litigio, un tribunal dictaminó que Palm había violado la patente de Xerox y les ordenó dejar de utilizar el sistema Graffiti original en las sucesivas versiones de su software Palm OS, lo que Palm hizo. Lo reemplaza con una variante licenciada del sistema Jot de Communication Intelligence Corporation, al que Palm denomina Graffiti 2. Se diferencia del original Graffiti en varias cosas, aunque reconoce algunas de las combinaciones originales (excepto el método de entrada de puntuación y las i k q t y 4).
Palm apeló después la sentencia original del tribunal, tanto en la afirmación de que violaba la patente de Xerox y en cuanto a la validez de la patente, en primer lugar. Un tribunal de apelación dictaminó a favor de Xerox con respecto a la decisión original de que Palm ha violado su patente, pero devolvió el caso al tribunal inferior para decidir si la patente es válida para empezar. En 2004, un juez falló en favor de Palm, diciendo que la patente de Xerox no era válida sobre la base de que "previas referencias artísticas anticipan y hacen obvia la demanda." Xerox apeló la sentencia y ganó, obteniendo 22,5 millones de dólares en licencias retrospectivas. Palm y Xerox acordaron no seguir demandándose mutuamente durante siete años sobre ciertas patentes, sin especificar que patentes.

## Acogida entre los usuarios
Dentro de la comunidad de usuarios Palm, el Graffiti original mantienen a muchos leales seguidores. Muchos usuarios de dispositivos Palm posteriores han encontrado la manera de "hackear" su PDA con el fin de seguir usando Graffiti 1, que ya no es soportado por Palm. Diversas aplicaciones de terceros para dispositivos Palm también tratan de emular el estilo del original de Graffiti.